# Robin Appleyard
Robin Appleyard (Keighley, Yorkshire,10 de mayo de 1964) es un expiloto de motociclismo británico. Ganó la carrera de 125cc de la Marlboro Clubman's British Championship en 1982, la Shell Oils Championship en 1984, la Supercup 125cc Championship en dos ocasiones (1993, 1996) y el Campeonato Nacional Británico de 1995.
Cuando acabó su carrera como piloto, se convirtió en director de equipo de Red Bull Rookie. Actualmente dirige el equipo Team Appleyard/Macadam.

## Resultados en el Campeonato del Mundo
Sistema de puntuación desde 1969 hasta 1987:
| Posición | 1.º | 2.º | 3.º | 4.º | 5.º | 6.º | 7.º | 8.º | 9.º | 10.º |
| Puntos   | 15  | 12  | 10  | 8   | 6   | 5   | 4   | 3   | 2   | 1    |

Sistema de puntuación desde 1988 hasta 1991:
| Posición | 1.º | 2.º | 3.º | 4.º | 5.º | 6.º | 7.º | 8.º | 9.º | 10.º | 11.º | 12.º | 13.º | 14.º | 15.º |
| Puntos   | 20  | 17  | 15  | 13  | 11  | 10  | 9   | 8   | 7   | 6    | 5    | 4    | 3    | 2    | 1    |

### Carreras por año
| Año  | Cat.  | Equipo | 1       | 2      | 3       | 4       | 5       | 6       | 7       | 8       | 9       | 10      | 11      | 12      | 13      | 14      | 15     | Pts. | Pos. |
| ---- | ----- | ------ | ------- | ------ | ------- | ------- | ------- | ------- | ------- | ------- | ------- | ------- | ------- | ------- | ------- | ------- | ------ | ---- | ---- |
| 1983 | 125cc | MBA    | RSA -   | FRA -  | NAT -   | GER -   | ESP -   | AUT -   | YUG -   | NED -   | BEL -   | GBR 17  | SWE -   | RSM -   |         |         |        | 0    | -    |
| 1984 | 125cc | MBA    | RSA -   | NAT -  | ESP -   | AUT -   | GER -   | FRA -   | YUG -   | NED -   | BEL -   | GBR Ret | SWE -   | RSM -   |         |         |        | 0    | -    |
| 1985 | 125cc | MBA    |         | ESP 18 | GER 21  | NAT Ret | AUT Ret |         | NED Ret | BEL Ret | FRA 28  | GBR 16  | SWE 21  | RSM 18  |         |         |        | 0    | -    |
| 1986 | 125cc | MBA    | ESP Ret | NAT 18 | GER 13  | AUT 17  |         | NED 14  | BEL 12  | FRA Ret | GBR -   | SWE -   | RSM -   |         |         |         |        | 0    | -    |
| 1987 | 125cc | MBA    |         | ESP 24 | GER 25  | NAT DNQ | AUT DNQ |         | NED 21  | FRA Ret | GBR 26  | SWE Ret | CZE 17  | RSM 19  | POR 15  |         |        | 0    | -    |
| 1988 | 125cc | Honda  |         |        | ESP 22  |         | NAT Ret | GER 13  | AUT 15  | NED Ret | BEL 14  | YUG 18  | FRA DNQ | GBR DNQ | SWE DNQ | CZE DNQ |        | 6    | 34.º |
| 1989 | 125cc | Honda  | JPN 17  | AUS 11 |         | ESP 26  | NAT 14  | GER Ret | AUT 18  |         | NED Ret | BEL DNQ | FRA 21  | GBR 10  | SWE Ret | CZE 11  |        | 18   | 22.º |
| 1990 | 125cc | Honda  | JPN Ret |        | ESP 15  | NAT 24  | GER 17  | AUT 22  | YUG 15  | NED 14  | BEL 9   | FRA 13  | GBR 18  | SWE 15  | CZE 14  | HUN 10  | AUS 7  | 32   | 18.º |
| 1991 | 125cc | Honda  | JPN 27  | AUS 21 |         | ESP 22  | ITA DNQ | GER Ret | AUT DNQ | EUR Ret | NED DNQ | FRA 27  | GBR 20  | RSM -   | CZE DNQ |         | MAL 17 | 0    | -    |
| 1992 | 125cc | Honda  | JPN 11  | AUS 18 | MAL Ret | SPA Ret | ITA 16  | EUR Ret | GER 23  | NED 25  | HUN 19  | FRA Ret | GBR 19  | BRA 20  | RSA 16  |         |        | 0    | -    |
| 1996 | 125cc | Honda  | MAL -   | IDN -  | JAP -   | ESP -   | ITA -   | FRA -   | NED -   | ALE -   | GBR 23  | AUT -   | CZE -   | IMO -   | CAT -   | RIO -   | AUS -  | 0    | -    |

| Color     | Resultado                                                               |
| --------- | ----------------------------------------------------------------------- |
| Oro       | Ganador                                                                 |
| Plata     | 2.ª plaza                                                               |
| Bronce    | 3.ª plaza                                                               |
| Verde     | Finalizó en los puntos                                                  |
| Azul      | Finalizó sin puntos                                                     |
| Azul      | NC - No clasificado                                                     |
| Violeta   | Ret - No terminó (Carrera)                                              |
| Rojo      | DNQ - No se clasificó                                                   |
| Negro     | DSQ - Descalificado                                                     |
| Blanco    | DNS - No empezó (carrera)                                               |
| Blanco    | WD - Retirado (fin de semana)                                           |
| Blanco    | C - Carrera cancelada                                                   |
| Sin color | DNP - Inscrito pero no participó                                        |
| Sin color | INJ - Lesionado                                                         |
| Sin color | EX - Excluido                                                           |
| Estado    | Resultado                                                               |
| Negrita   | Pole position                                                           |
| Cursiva   | Vuelta rápida                                                           |
| †         | Abandona, pero clasifica al completar el porcentaje requerido para ello |